# Dusja
Dusja (russisk: Душа) er en sovjetisk spillefilm fra 1981 af Aleksandr Stefanovitj.

## Medvirkende
- Sofia Rotaru som Viktorija Svobodina
- Rolan Bykov som Albert Leonidovitj
- Mikhail Bojarskij som Vadim Starytj
- Vjatjeslav Spesivtsev som Sergej
- Ivars Kalniņš